# Томас Бйоркман
Томас (Тумас) Бйоркман (швед. Tomas Björkman, народився 3 березня 1958 року в місті Бурос, Швеція) — шведський фінансист, соціальний підприємець та письменник. 
Бйоркман працював у Стокгольмі та Женеві, а зараз базується в Лондоні.

## Освіта
Бйоркман вивчав природничі науки в Бакянгсколані в Боресі і продовжив навчання для отримання ступеню бакалавра з фізики в Університеті Уппсали та магістра наук в Університеті Сассекса .

## Кар'єра
У 1990 році Бйоркман заснував IBP Fondkommission AB, першу компанію, яка запровадила структуровані фінансові інструменти у Скандинавії . Коли він переїхав до Женеви в 1996 році, щоб розпочати подібне підприємство, компанія мала брокерські офіси в Стокгольмі, Гетеборзі, Мальме, Осло та Гельсінкі . Коли діяльність була продана швейцарській банківській групі EFG у 2001 році, Бйоркман став головою правління створеного інвестиційного банку EFG у Стокгольмі .
Паралельно з фінансами, Бйоркман був активним підприємцем у сфері ІТ та нерухомості .

## Залучення громад
Після виходу зі світу фінансів у 2006 році Бйоркман створив фонд «Екскарет» у 2008 році. Фонд збудував конференц-зали на острові Екскарет (острів Дуб) в Стокгольмському архіпелазі. Фонд має на меті сприяти усвідомленому та сталому соціальному розвитку, приділяючи особливу увагу зв'язку між внутрішнім, особистісним та суспільним розвитком.
У 2010 році Бйоркман заснував шведську молодіжну асоціацію Protus. Асоціація сприяє різноманітним щорічним заходам для молоді, зосереджуючись на навчанні впродовж життя та філософському дослідженні .
У 2016 році він створив у Лондоні Науково-дослідний інститут Perspectiva разом з Джонатаном Роусоном . Метою інституту є надихнути політичних, академічних та ділових лідерів досліджувати реальні проблеми світу з глибшою оцінкою впливу їх внутрішніх світів.
У 2017 році у партнерстві з фондом Norrsken Бйоркман започаткував цифрову платформу 29k.org. Платформа спрямована на те, щоб допомогти людям відновити зв'язок із собою, однодумцями та тим, що найбільше цінується в житті.
Бйоркман є членом Римського клубу з 2014 року. Римський клуб описує себе як «організацію людей, які поділяють спільну турботу про майбутнє людства і прагнуть щось змінити» . Бйоркман є також співробітником Королівської шведської академії інженерних наук та співробітником Всесвітньої академії мистецтв і наук .

## Твори
Томас Бйоркман опублікував три книги :
- У книзі Міф про ринок (The Market Myth, 2016) він аналізує ринок як соціальну конструкцію та виявляє низку поширених помилок щодо сильних та слабких сторін ринку.
- Більдунґ. Нордичний секрет краси і свободи (The Nordic Secret: A European story of beauty and freedom, 2017), співавтором якої є Лене Рейчел Андерсен, досліджує, як північні країни винайшли новий вид освіти, розвинули потенціал кожного та змінили їхню долю. Масштабні інвестиції в особистісний розвиток та освіту окреслені як вирішальна причина успіху.
- У книзі «Світ, який ми створюємо: від Бога до ринку» (The World We Create, 2019), Бйоркман змальовує загальну системну картину соціального розвитку, інтегруючи зовнішні натуралістичні та внутрішні феноменологічні перспективи з постмодерною соціальною критикою.